# Écriture gaélique
 (mars 2012).
Si vous disposez d'ouvrages ou d'articles de référence ou si vous connaissez des sites web de qualité traitant du thème abordé ici, merci de compléter l'article en donnant les références utiles à sa vérifiabilité et en les liant à la section « Notes et références ».
L'écriture gaélique, ou écriture irlandaise insulaire, est une variante de l'écriture latine et une famille de glyphe. 
De magnifiques écrits historiques subsistent avec cette écriture, notamment le livre de Kells (VIIe siècle). Ce chef-d'œuvre du christianisme irlandais et de l'art irlando-saxon constitue malgré son inachèvement l'un des plus somptueux manuscrits enluminés ayant survécu depuis le Moyen Âge.

## Caractéristiques

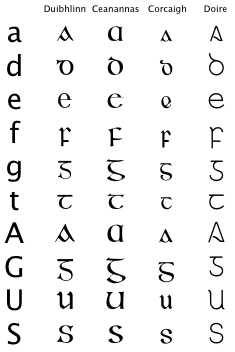
Vue d'ensemble de certaines polices gaéliques

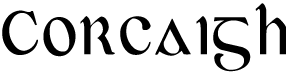
Corcaigh (Cork) en écriture gaélique

Aux 26 lettres de l'alphabet latin sont ajoutés les caractères gaéliques : toutes les voyelles avec accents aigus (Áá Éé Íí Óó Úú) ainsi qu'un ensemble de consonnes avec point au-dessus (Ḃḃ Ċċ Ḋḋ Ḟḟ Ġġ Ṁṁ Ṗṗ Ṡṡ Ṫṫ), les notes tironiennes et le signe « ⁊ » utilisé comme agus « et » en irlandais. Les polices de caractères gaéliques comprennent aussi les formes insulaires des lettres s et r, et certaines d'entre elles contiennent des ligatures utilisées dans la vieille typographie gaélique, et dérivant de la tradition manuscrite. Le i minuscule est dessiné sans point (si ce n'est le i turc avec ou sans point), et les lettres d, f, g, et t ont des formes insulaires. Beaucoup de polices de caractères modernes comprennent les formes des lettres gaéliques j, k, q, v, w, x, y, et z, et fournissent généralement un appui pour les voyelles des autres langues celtiques.

## Origine
L'alphabet irlandais oncial est originaire des manuscrits médiévaux comme une variante « insulaire » de l'alphabet latin. Le premier caractère gaélique a été conçu en 1571 pour un catéchisme commandé par Élisabeth Ire pour aider à convertir la population irlandaise romaine-catholique à l'anglicanisme.

## Utilisation
La composition en écriture gaélique est restée assez commune en Irlande jusqu'au milieu du XXe siècle. Aujourd'hui, l'écriture gaélique est principalement utilisée pour la composition décorative. Par exemple, des journaux irlandais traditionnels utilisent l'écriture gaélique dans leurs noms et certaines en-têtes et campagnes publicitaires.
Dans sa grammaire de la langue cornique, Edward Lhuyd a utilisé des consonnes de l'écriture gaélique pour noter des sons comme [ð] et [θ].

## Écriture gaélique dans Unicode
Unicode traite l'écriture gaélique comme une variante de la police de l'alphabet latin. 
Le G insulaire bas de casse (ᵹ) a été introduit dans l'Unicode lors de sa révision 4.1 (mars 2005) dans le bloc des « suppléments phonétiques », en tant que notation phonétique de l'ancien irlandais comme un caractère phonétique pour [ɣ]. Il a été suppléé dans l'Unicode 5.1 (avril 2008) de la lettre capitale (Ᵹ), avec le « G insulaire tourné » majuscule et minuscule (Ꝿ, ꝿ), dans le bloc « Latin étendu D » ainsi que les lettres majuscules et minuscules D, F, R, S, T, sur la base qu'Edward Lhuyd a utilisé ces lettres pour l’orthographe du cornique dans Archaeologia Britannica publié en 1707.
- Ᵹ ᵹ : G insulaire (U+A77D, U+1D79)
- Ꝺ ꝺ : D insulaire (U+A779, U+A77A)
- Ꝼ ꝼ : F insulaire (U+A77B, U+A77C)
- Ꝿ ꝿ : G insulaire tourné (U+A77E, U+A77F)
- Ꞃ ꞃ : R insulaire (U+A782, U+A783)
- Ꞅ ꞅ : S insulaire (U+A784, U+A785)
- Ꞇ ꞇ : T insulaire (U+A786, U+A787)

## Exemples

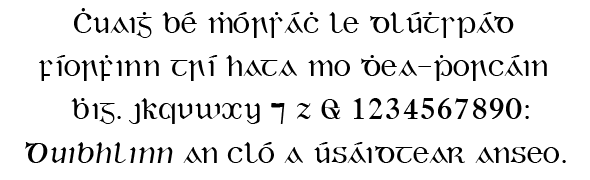
Duibhlinn (police numérisée 1993, basée sur la série Monotype 24 A, 1906).

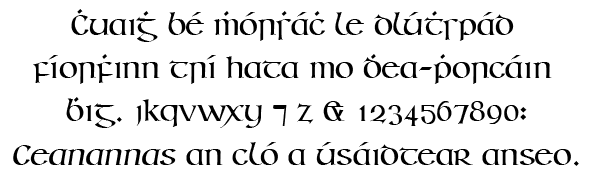
Ceanannas (police numérisée 1993, d'après les dessins du Livre de Kells et d'Arthur Baker).

La première phrase est un pangramme : Ċuaiġ bé ṁórṡáċ le dlúṫspád fíorḟinn trí hata mo ḋea-ṗorcáin ḃig. Dans l'orthographe moderne, où la lénition est symbolisée par l'adjonction d'un h remplaçant le point suscrit, on écrirait Chuaigh bé mhórshách le dlúthspád fíorfhinn trí hata mo dhea-phorcáin bhig. La seconde phrase, Duibhlinn/Ceanannas an cló a úsáidtear anseo., indique le nom de la police qui est employée. 

Dans ces deux exemples, la première phrase utilise les formes insulaires des lettres r et s, alors que la deuxième phrase utilise les formes usuelles.

## Galerie

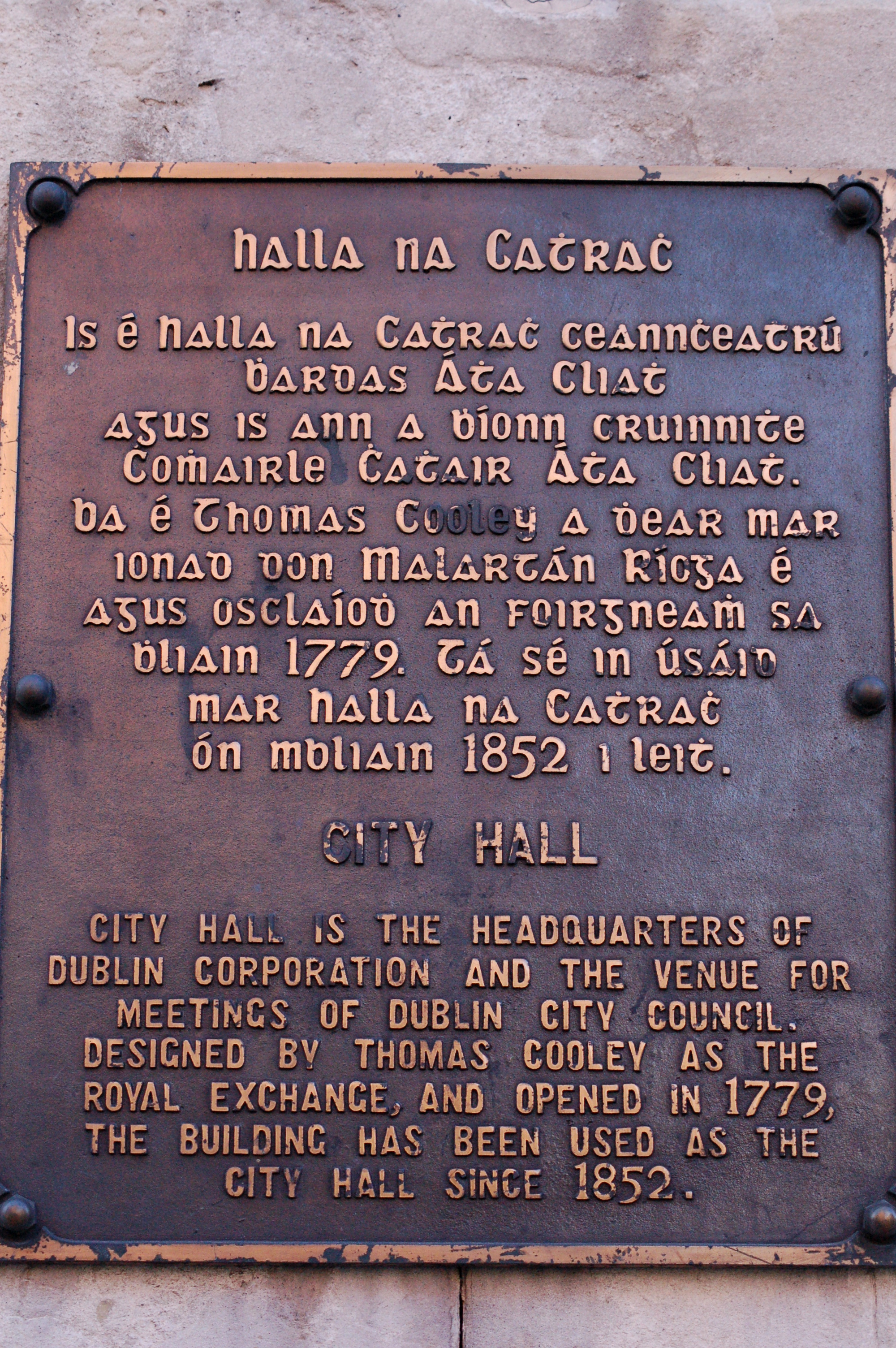
Écriture gaélique sur une plaque à l'extérieur de l'hôtel de ville de Dublin près du Caisleán Bhaile Átha Cliath (Château de Dublin).
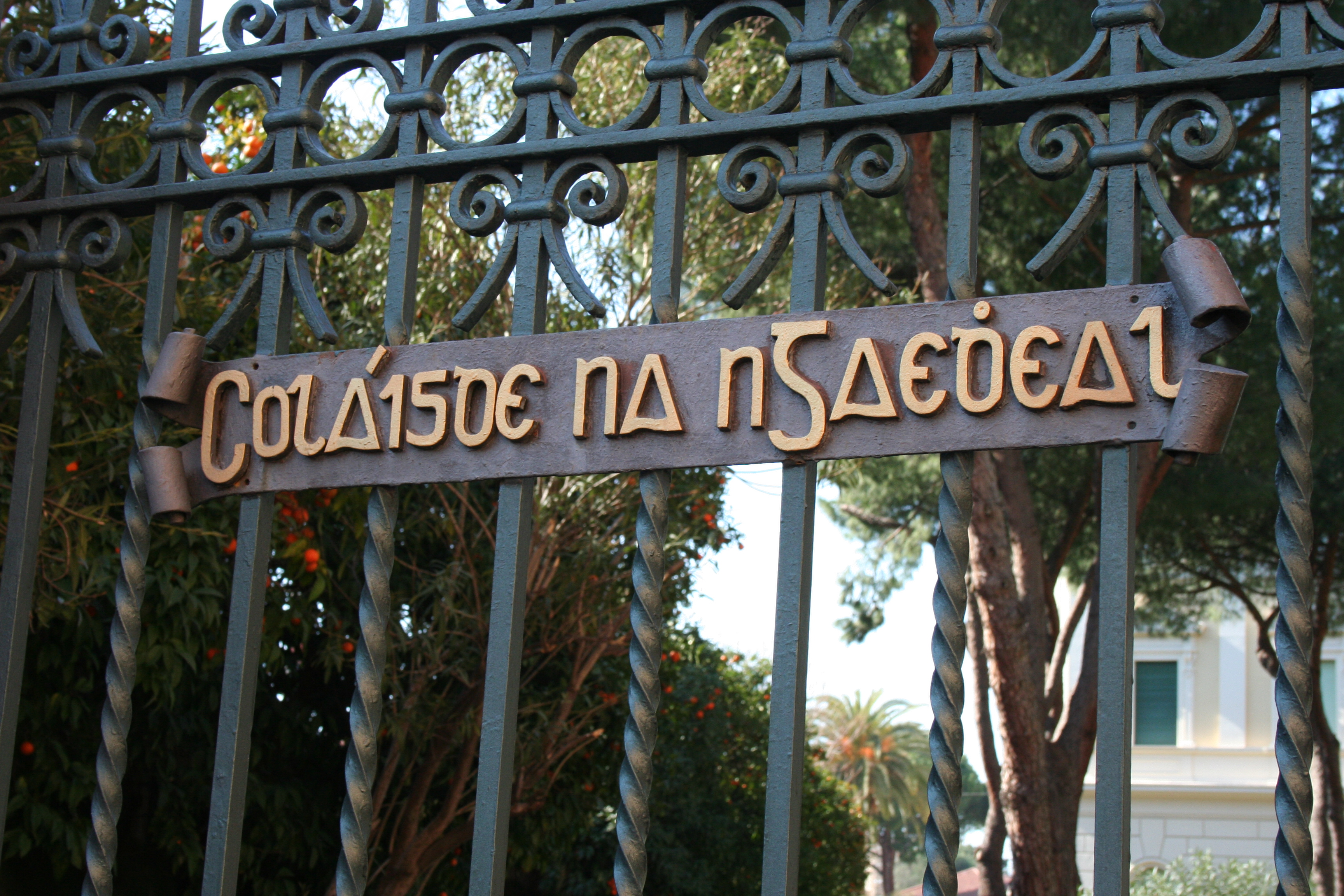
Écriture gaélique sur le Pontifical Irish College à Rome.
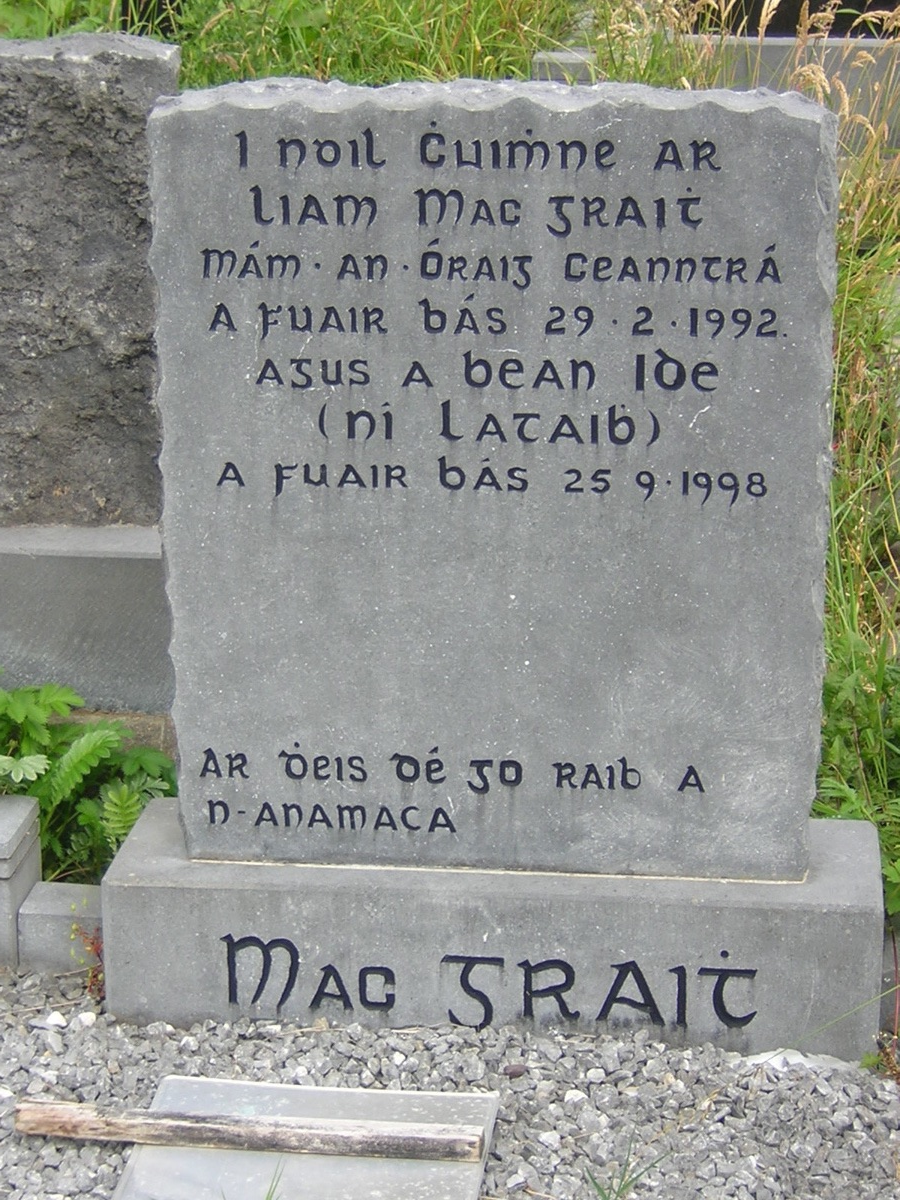
Écriture gaélique sur une pierre tombale au Comté de Kerry.
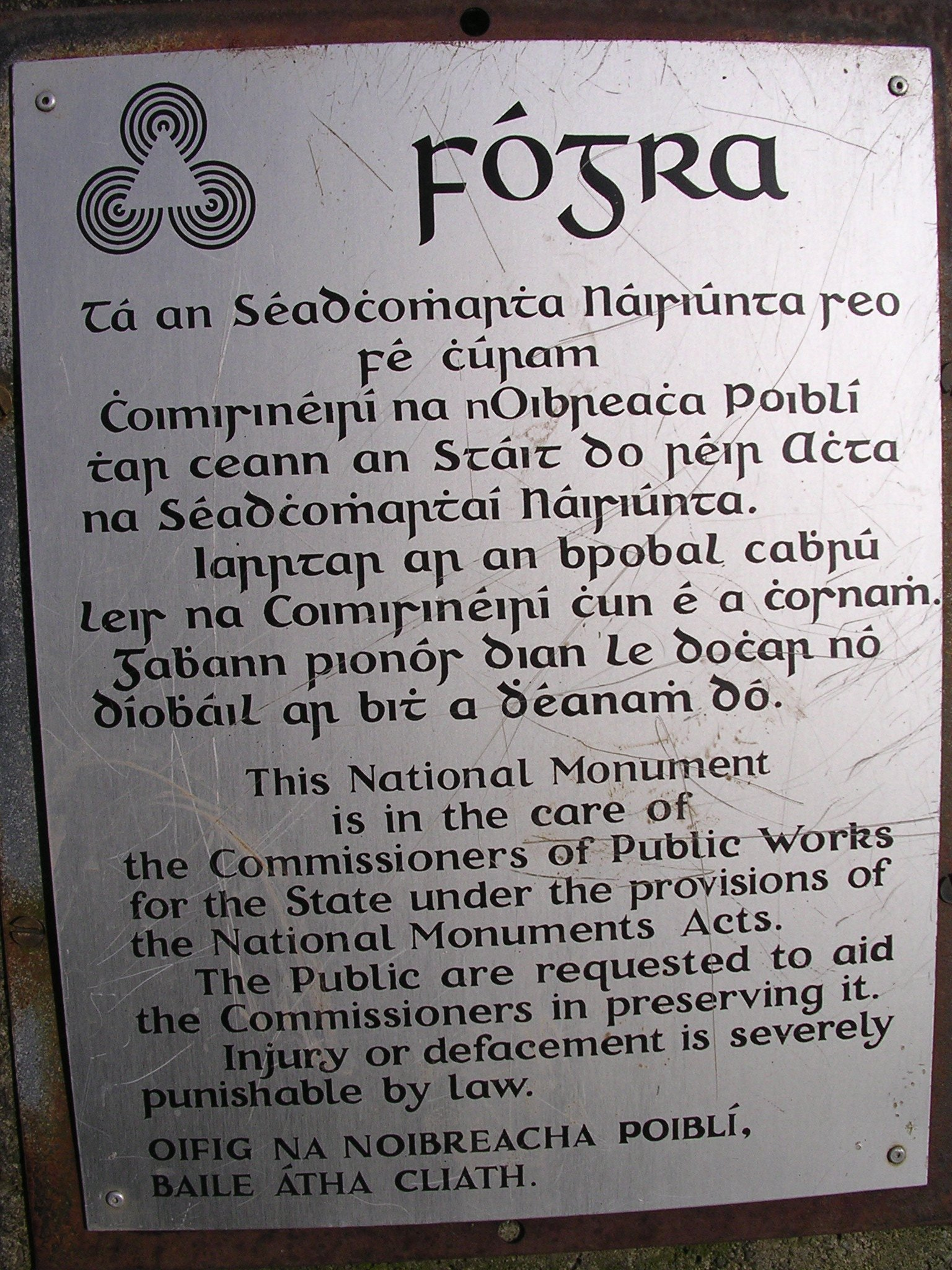
Écriture gaélique sur une plaque d'un monument national (Irlande).

## Sources
- (en) Elizabeth Duncan, A history of Gaelic script, A.D. 1000-1200, University of Aberdeen, 2010 (lire en ligne )
- (en) Mathew D. Staunton, « Trojan horses and friendly faces: Irish Gaelic typography as propaganda », Revue LISA/LISA e-journal, vol. 3, no 1 « Aspects of the Irish Book from the 17th Century to the Present Day »,‎ 2005, p. 85-98 (lire en ligne)